# Alias (Unix)
alias je standardní UN*Xový příkaz, kterým se definují přezdívky pro příkazy obsažené v řetězci. Použití tohoto příkazu může zjednodušit práci s příkazovou řádkou, ale třeba i zlepšit přehlednost kódu, zkrácením příkazů či jejich flagů. alias umožňuje implementovat i řetězení přezdívek, např. jedna z přezdívek může nahradit příkaz samotný, další může nahradit jeho flagy. 
Historie alias sahá k csh a byl implementován i do jeho následovníků jako je tcsh či bash. V některých netradičních shellech však alias není plně implementován (např. fish ale také i starší verze bashe, kde chyběl úplně) a je tak nutné použít předefinování funkcemi. Pro shelly s implementací jak funkcí, tak i alias, je výhodnější používat flexibilnější definování funkcí pro vytváření přezdívek. Je-li však potřeba využívat řetězení přezdívek, alias je v tomto případě vhodnější. 
Přezdívky vytvořené v rámci relace shellu zůstavají zadefinovány pouze v rámci té samé relace shellu. Pro celosystémové využití je potřeba tyto přezdívky definovat v rámci konfiguračních souborů příslušného shellu (např. .bashrc či .cshrc)

## Použití
Syntaxe tohoto přikazu se může mírně lišit podle type shellu. Pro zadefinování přezdívky v bashi je nezbytné použít rovnítko:
```
$ alias ll='ls -l --color=auto'
```

V případě csh či tcsh použití rovnítka není potřeba:
```
$ alias ll "ls -l --color=auto"
```

Pro řetězení přezdívek je nutné zakončit příkaz mezerou, není-li na konci řetězce:
```
$ alias lh='ls -h '
$ alias barvicky='--color=auto'

```

Při řetězení je pak příkaz lh barvicky /tmp 
expandován na ls -h --color=auto /tmp
Pomocí přezdívek je možné předefinovat běžně používané příkazy, např. ls: 
```
$ alias ls='ls --color=auto'
```

Je-li ale potřeba použít ls v originální podobě, je možné buďto použít 'ls', případně přezdívku úplně vymazat pomocí unalias ls
Použitím alias bez jakýchkoliv argumentů lze zjistit všechny zadefinované přezdívky. 